# 영춘각지풍파
영춘각지풍파(迎春閣之風派: The Fate Of Lee Khan)는 대만에서 제작된 호금전 감독의 1973년 액션, 드라마 영화이다. 전풍 등이 주연으로 출연하였다.

## 출연

### 주연
- 전풍
- 이려화

### 조연
- 교굉
- 모영
- 전풍
- 위평오